# 詹姆斯·T·奥布里
詹姆斯·T·奥布里 （英语：James Thomas Aubrey Jr.，1918 年 12 月 14 日 – 1994 年 9 月 3 日）美国电视电影制片人。1959—1965 年担任哥伦比亚广播公司（CBS）总裁，凭借对“蓝领阶层的精准掌握”制作了一些经久不衰的电视连续剧，包括《吉利根岛屿》和《比弗利乡下人》。
在奥布里的领导下，CBS在美国电视圈一家独大，成为全国广播公司（NBC）和美国广播公司（ABC）的风向标。1959 年-1964年，其利润从2500 万美元提高到4900 万美元，增长了9 个百分点。1964年《纽约时报》杂志称奥布里是“一位大师级人物，他的预测都惊人的成功”。 原CBS总裁路易斯·G·考恩（Louis G. Cowan）因智力竞赛节目丑闻被解雇，奥布里接替其职位。任职期间因手段强硬获得了“笑面眼镜蛇”的绰号。
奥布里在事业上大放异彩，却因粗暴和自负性格被CBS解雇，并被指控行为不端。卸任后，他本人，CBS总裁弗兰克·斯坦顿（Frank Stanton）和董事会主席威廉·佩利（William Paley）均未作出解释。 1965 年“二月最晴朗的周日”，奥布里被解雇，《纽约时报》在头条中写道：“当时堪称 CBS 最佳冒险悬疑剧。”
此后奥布里做了四年独立制片人。1969 年金融家柯克·科克里安（Kirk Kerkorian）聘请他挽救濒临倒闭的米高梅（Metro-Goldwyn-Mayer） (MGM) 。他削减预算、优化人员结构，让公司转危为安。1973年，奥布里从米高梅辞职，宣告任务完成，在生命的最后二十年中保持低调.

## 早年生活和事业
詹姆斯·托马斯·史蒂文·奥布里出生于伊利诺伊州拉萨尔，是老詹姆斯·托马斯·奥布里（James Thomas Aubrey Sr.）的长子（共有四个儿子）。老詹姆斯·托马斯·奥布里是芝加哥奥布里、摩尔和华莱士公司的广告主管，前妻是米尔德里德·史蒂弗（Mildred Stever）。奥布里自幼在富裕的芝加哥郊区莱克福雷斯特长大，曾在莱克福雷斯特学院、菲利普斯埃克塞特学院和普林斯顿大学就读。詹姆斯、史蒂弗、大卫和乔治四兄弟就读于同一所学校。他的弟弟史蒂弗在管理威廉自由广告公司（F. William Free）之前，曾效力于智威汤逊。在普林斯顿读书时，四兄弟都加入了老虎店饮食俱乐部。 1986年，奥布里回忆：”父亲对我们寄予厚望。” 
在普林斯顿读书时，奥布里在橄榄球队打左路。 《纽约时报》杂志称奥布里“身高188，笑容灿烂”，有着一双“深邃的海蓝色眼眸”。  《生活》杂志形容他“青年才俊、笑容灿烂、内敛安静，幽默风趣，魅力无限。从理发师杰瑞的发型到带有CBS眼睛标志的袖扣，他总是一丝不苟。” 一位制片人说，“奥布里是我见过的好奇心最重的人之一。” 1941 年他以英文优异成绩毕业，进入美国陆军航空军。 学术方面，奥布里完成了一篇长达 196 页的高级论文，题为“菲尔丁对塞万提斯的债务和流浪汉传统。”

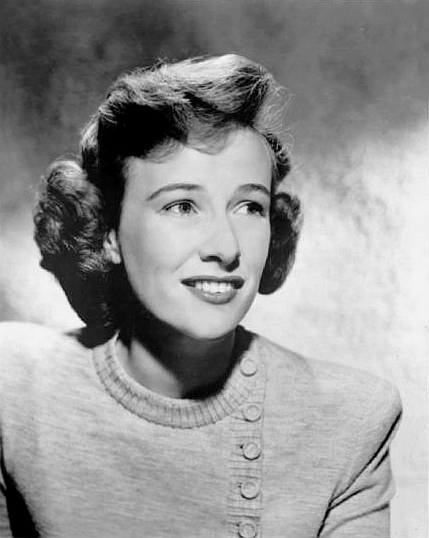
奥布里的前妻菲利斯·萨克斯特

第二次世界大战期间，奥布里升为空军少校，给演员詹姆斯·斯图尔特教授军事飞行，斯图尔特是一名拥有执照的民用飞行员。   在南加州驻扎期间，奥布里结识米高梅签约女演员菲利斯·萨克斯特（PhyllisThaxter），并于1944年11月结婚。  萨克斯特的处女秀是在《东京上空三十秒》 （1944 年）中饰演泰德·劳森（Ted Lawson）的妻子，告别作是1978版《超人》中饰演玛莎·肯特（Martha Kent）。他们有两个孩子，苏珊·舒勒·奥布里（Susan Schuyler "Skye" Aubrey）（约1946 年出生）和 詹姆斯·沃森·奥布里（James Watson Aubrey）（约1953 年出生）。1962 年二人离婚。  
空军退役后，奥布里留在了南加州；结婚前，他打算回芝加哥。在洛杉矶，他在街与史密斯和康泰纳仕杂志销售广告。他在广播电台的第一份工作是在洛杉矶的 CBS 广播电台KNX广播站当销售，不久他就去了这家广播公司的新电视台KNXT 。 不到两年，奥布里升任CBS西海岸电视节目主管。他结识了亨特·斯特罗姆伯格（Hunt Stromberg Jr.） ，共同推出热门西部片《有枪，会旅行》。 他们将自己的想法发给CBS节目主管哈贝尔·罗宾逊（Hubbell Robinson），理查德·奥拉汉（Richard Oulahan）和威廉·兰伯特（William Lambert）两位记者说，“剩下的就是电视历史了。” 奥布里被提拔为总部位于加州的CBS电视网络节目经理，1956年他去了ABC。
1956 年 12 月 16 日，ABC总裁奥利弗·特雷兹（Oliver E. Treyz））宣布奥布里即刻成为ABC节目和人力主管。  尽管ABC在三大广播公司中处于劣势，却是一个强有力的竞争者，其附属机构和节目数量可与早期的福克斯匹敌。奥布里后来说“当时ABC总部原来是一个旧马厩，但我还是选择了它，因为 [ABC董事长]伦纳德·戈登森（Leonard Goldenson）实话跟我说，‘你看，我是一名律师，对电视不是很了解。’他给了我很多自主权。” 1957年3月前，作为副总裁，奥布里推出了“前所未有的狂野、性感、活跃的作品”；譬如华特迪士尼公司制作的迪士尼选集电视连续剧和华纳兄弟电视公司制作的小牛队，詹姆斯·加纳主演的西部片，和由小艾弗伦·津巴利斯特主演的侦探节目《77 号日落大道》。
乌拉汉和兰伯特说，奥布里推出了“一个又一个收视爆款节目 [...] 并且第一次，垫底的ABC成了NBC和CBS 的强劲对手。” 大火作品包括：家庭喜剧《唐娜·里德秀》； 查克·康纳斯（Chuck Connors）主演的西部片《步枪手》，以及沃尔特·布伦南（Walter Brennan）和理查德·克里纳（Richard Crenna）主演的乡村喜剧《真实的麦考伊》The Real McCoys。

## 哥伦比亚广播公司总裁：1959-1965
尽管在ABC取得了成功，但奥布里觉得这里未来是有限的，并要求重归CBS。托马斯·摩尔（Thomas W. Moore）接替其位置。1958年4月28日重新回到CBS后，奥布里起初担任总裁助理，给弗兰克·斯坦顿打下手。1959年4月奥布里被任命为CBS创意服务副总裁，接替路易斯·考恩。 
1959年6月1日奥布里被任命为执行副总裁，这是一个新设立的职位，相当于CBS的二把手。职责包括对CBS所有部门进行全面监督 。 1959年12月8日，考恩因智力竞赛丑闻辞职。 考恩负责推出《64000美元的问题》，但他否认操纵节目剧本。 考恩给斯坦顿的辞职信写着，“是你让我无法继续。”当天奥布里被任命为总裁并在1959年12月9日当选董事会成员。 

随后五年，奥布里在CBS大放异彩， 将收视率和利润从 2500 万美元提高到 3900 万美元。 在1963-64赛季，12 个顶级早间节目和 15 个黄金时段节目中有 14 个都在 CBS播出。唯一的例外是 NBC 的《Bonanza》 ，这部排名第二的首部彩色西部节目，时长一小时。奥拉汉和兰伯特后来在《生活》杂志上写道：
在漫长的人类传播史中，从汤姆到电信之星，在他担任哥伦比亚广播系统电视网络总裁的五年任期内，没有人像小詹姆斯·托马斯·奥布里那样拥有如此庞大的观众群。 . . ] 他是世上最棒的传媒大亨。 

### 奥布里的秘诀
一位CBS高管认为奥布里能成功是因为“目光长远、胸怀大志、活泼有趣“，这才有了《比弗利乡下人》和《吉利根岛》等优质节目，虽然包括CBS主席威廉·佩利（William S. Paley）在内的评论家对此并不认同，但观众喜欢。 奥布里在ABC时的前主管奥利弗·特雷兹(Oliver Treyz)谈到他的节目时说：“推出观众喜欢的节目并获利，吉姆·奥布里无疑是最成功的人之一。他是业内最好的节目评委。” 虽然奥布里十分了解观众的喜好，但他也表现出对观众的蔑视，曾说过“美国观众喜欢的我都看不上。”
作者大卫·哈伯斯坦（David Halberstam）称奥布里是“小贩中的小贩[...] 他留给电视界最大的遗产是《比弗利乡下人》，这是一个十分疯狂和乏味的剧，令人难以置信”。  专栏作家默里·肯普顿(Murray Kempton)将《比弗利乡下人》描述为“约翰·史坦贝克(John Steinbeck)的任务角色与二十世纪影业董事长斯皮罗斯·斯库拉斯(Spyros Skouras) 的环境的碰撞”。尽管该剧批评不少，但依旧受观众欢迎。尼尔森收视率表明，有 5700 万观众收看该节目，相当于三分之一美国人口。 1962年7月斯库拉斯被董事会罢免；有传言称奥布里是继任者，但他公开否认会离开 CBS。 

奥布里成功的另一个原因是确保CBS 赞助商的利益始终放在首位。1960年，他向网络研究办公室详细阐述了这一点：
我们的目标与广告商的目标，矛盾相对较少。提供赞助前，制作组和广告商代表通常会开一次会，届时将讨论广告商感兴趣的领域和态度。例如，早餐食品广告商希望确保节目中不包含早餐令人反感的元素。香烟制造商不希望通过不吸引人的方式描绘吸烟。通常来说，只要这些顾虑不限制创造力，他们就会遵守。

### 统治与争议
CBS 变得如此有影响力，以至于发布秋季节目表时，ABC和NBC 会等到 CBS 宣布后再制定计划，以跟上进度。从而让奥布里兼顾三大电视网络。 CBS乡村题材的情景喜剧大获成功，如《乡下人》 、 《安迪·格里菲斯秀》 、《埃德先生》 、《绿地》和《衬裙结》 。佩利不喜欢 CBS 的热门节目《蒙斯特人》（The Munsters），这是当时奇幻剧的趋势，还包括《火星叔叔马丁》和《吉利根岛屿》 。 《生活》杂志将奥布里的作品描述为“不按常理出牌”：
为观众提供的不止是乡村喜剧、快节奏的侦探剧，还有后来的性感娃娃。目标观众是青年，没有老人、家仆。大部分观众不会认同女仆。没有严重的问题需要处理。每个剧本都必须充满动作场面。没有身体不适。 
但也有例外，如由马歇尔（EG Marshall）和罗伯特·里德（Robert Reed）在《辩护人》（The Defenders） 中扮演具有社会意识的律师，该剧播出了四年；而乔治·坎贝尔·斯科特（George C. Scott）在《东西边》（East Side/West Side）扮演纽约社会工作者，尽管该剧获得了8个艾美奖提名，但只播出了一季就被叫停。奥布里为迎合公众的指控辩护。“我觉得我们有义务接触到绝大多数人”他说。“我们努力在电视上继续播放有指向的剧，但我们发现人们并不只想要一个选集，要不然他们宁可收听《露西秀》。”奥布里接受了事实——这个国家对高雅文化节目不感兴趣，只想看情景喜剧，他为劣质电视的“广袤荒原”做出了贡献。
1962 年，美国参议院调查青少年犯罪委员会就电视上的性问题举行听证会并召集三大广播公司高层。主席、参议员托马斯·多德(Thomas J. Dodd) 抨击了“一种无误的模式”，并告知高管“你们似乎都使用了相同的术语来表达同样的想法，并强加给观众。”多德指责奥布里在《66 号公路》中加入“淫秽色情内容”以提高收视率，并指出CBS执行官霍华德·巴恩斯 (Howard G. Barnes)与该节目的制片人会面后，在备忘录中引用“胸部、臀部和乐趣”。奥布里否认了这一说法。 他说，业内人士经常用“broads”形容“健康漂亮的女孩”，用“胸脯”形容“漂亮”。 幕宝电影公司执行官威廉·多泽尔(William Dozier)撰写的另一份备忘录总结了同一次会面：“节目中没有色情内容。只有一集，两位主角都没有涉及到一个年轻人正常的生理需求——交往、发生关系、甚至都没有亲吻。”

### 管理风格
奥布里以决策果断、控制力强和工作狂倾向而闻名，他每周工作 6 天，每天工作 12 小时。 并无休止地读剧本，看剧集，下令重新拍摄或更改片场的家具和布景设置。作家默里·肯普顿(Murray Kempton) 写道，他每个周末都会看六部电影，在长途航班上看三本书。肯普顿援引哥伦比亚广播公司（CBS）高管的话说：
他什么都读。就像他看过每一部电影一样。但他却拥有最小的世界。他看电影时，当其他人都投入其中，他会大声说“那个孩子能当电视节目的主角。”他肯定会阅读一切。所有新出版的小说。他不喜欢贝娄、厄普代克、奇弗、塞林格、卡波特和梅勒。他不知道该如何驾驭他们。 
欧拉汉和兰伯特声称：“奥布里以鞑靼可汗般精明的技巧和冷酷无情的态度行使着他的权利。” 1959 年，奥布里的背叛导致制片人约翰豪斯曼称他为“微笑眼镜蛇”。  1962 年 12 月，CBS 宣布将花费 250,000 美元来制作豪斯曼下一季的长达一小时的美国历史剧《大冒险》 ，但 在1963 年 7 月 25 日，CBS 却宣布豪斯曼已辞职。制片人告诉《纽约时报》 ，称“他们想要的节目并不是我想要制作的”，并将其离开归咎于一个简单的意见分歧，《纽约时报》记者称豪斯曼“没有对 CBS 发表任何批评”。该节目仅在1963-1964年播出了一季  
在他的书《靠你了，勇敢迪克！》 中，梅尔·米勒（Merle Miller）描述了他如何花费五个半月的时间，试图据奥布里关于县代理的想法与哥伦比亚广播公司一起制作了1963-64 年这一季的节目。奥布里在离开会议时不会对米勒的节目以及他对试播集所做的 19 次改写提出任何建设性意见。 高管们向米勒保证称，奥布里的沉默意味着一切都很好。肯普顿援引一位 CBS 制片人的话告诉米勒，“这与剧本好坏无关。它只与取悦一个人有关，那人就是奥布里。千万别忘了",  米勒后来得知奥布里试图迫使他离开。 杰基·库珀(Jackie Cooper) 和芭芭拉·斯坦威克(Barbara Stanwyck) 主演的《卡尔霍恩 和县特工》的试播集已经拍摄完毕并安排在秋季档期中，但该剧在播出前就被取消了。米勒引用了一位独立制片人的话：“奥布里是电视界、电视史上，甚至娱乐史上最重要的人物。他比路易斯·B·梅耶尔还要强十倍。

奥布里的成功让他变得不稳定，甚至变得更加狂妄。 他辱骂网络分公司、广告商、制作人和有才之人。包括 联美公司（United Artists）的制片人 迪克·多索（Dick Dorso） 、 影路电影公司（Filmways） 的马丁·兰索霍夫（Martin Ransohoff）和大卫·萨斯金德（David Susskind）在内的朋友们都发现自己被排除在外。 “他是我的朋友，但在去年他却对我冷若冰霜，”萨斯金德说。 “我呆站在那里，想知道我该怎么跟股东们解释。” 曾在 CBS 工作的八卦专栏作家丽兹·史密斯（Liz Smith）称奥布里为“一个刻薄、可恨、离谱的坏家伙”。 工作室执行官雪莉·兰辛(Sherry Lansing) 是奥布里 (Aubrey) 二十年来的密友，她在 1986 年告诉《洛杉矶时报》：
吉姆不一样。他自己唱白脸。吉姆是那种愿意直说出来“我不喜欢你的电影”的人。对于习惯了糖衣的人来说，直白是解除武装的最好方式。需要肯定的人很难见面对这种不善首肯的人。但神话和传说却围绕这样的人展开。
1950 年代，艺人加里·摩尔想在 CBS 上卷土重来，但奥布里却告诉他“没有机会”。然而，在奥布里离开公司很久之后，也就是 1966 年秋天，摩尔才有机会在他的每周综艺节目中短暂的复出一下。约翰·法兰克海默(John Frankenheimer) 在 1950 年代被誉为第一名的现场电视剧导演， 却于 1960 年被奥布里 (Aubrey) 赶下台。弗兰肯海默找到了一份新的工作，电影导演，现如今看来可以说是他最为知名的一面， 尽管他曾想过继续从事电视工作。弗兰肯海默曾公开称奥布里为“野蛮人”。 
哥伦比亚广播公司有一档节目叫做露西秀，其中就有来自这档节目的明星与奥布里发生过争执。 “露西尔·鲍尔每次说到他的名字，都会骂他，”斯坦顿说，尽管肯普顿在奥布里被解雇后还引用了露西尔的话说“他是那里最聪明的人。” 奥布里还在没有咨询杰克·班尼的情况下重新安排了他的节目：杰克班尼的长期系列。班尼是佩利（paley）的朋友，二者在1948年因引诱喜剧演员加入CBS而为友，班尼反对奥布里在1963-1964年对每周二新一季节目的引入，节目叫做衬裙交界处，而不是上赛季的雷德·斯克尔顿秀。然后在 1963 年夏天，奥布里告诉班尼他的节目不会在下一季结束时续订。 奥布里认为班尼已经不再是潮流宠儿了。 “你完了，老头子”，奥布里告诉他。 班尼带着他的节目重回 NBC，但仅在一季之后就结束了，这也证明了奥布里的观点确实独到。  奥布里同时也与雷德·斯克尔顿 、 丹尼·托马斯  、 朱迪·加兰 和亚瑟· 戈弗雷产生过分歧。 
所谓偏袒

朋友基弗·布拉希尔

有人指责奥布里在购买节目时有所偏袒。他的朋友基弗·布拉希尔  在 20世纪40 年代和 50 年代在电影中扮演过小角色，他们都在 KNXT 工作时结识了奥布里，但他并没有担任制片人的经验。 “1965 年版的乔治·拉夫特，”大卫·萨斯金德说，因为也有传言说布拉希尔与黑手党有联系。 尽管如此，奥布里还是在 1964-65季安排了来自 布拉希尔的黎塞留制作公司的三场演出，没有试播集。 节目分别是《巴尔博亚的百利甜酒》 ，一部与保罗·福特 主演的情景喜剧；报纸剧《记者》 ；和卡拉·威廉姆斯秀，一部由威廉姆斯主演的情景喜剧。布拉希尔亲自监督了在纽约市拍摄的《记者》。 布拉希尔的节目成本急剧上升；九集后，《记者》超预算45万美元，而且只播出了三个月。 《巴尔博亚的百利甜酒》一直播出到 1965 年 4 月，而《卡拉·威廉姆斯秀》在一季之后就结束了；三个节目都是商业上失败。 当奥布里后来被问及为什么他会决定播出三个未经测试的节目时，他回答说“我猜可能是太过傲气了吧”。 
媒体评论家哈兰·艾里森（Harlan Ellison）在他的《另一个玻璃奶嘴》（The Other Glass Teat）一书中声称，一名黑手党头目与奥布里签订了一份合同，因为奥布里在拉斯维加斯一家酒店的一夜风流中殴打了他的女儿，而布拉希尔要求以演出作为交换条件，利用他自己与黑手党的关系来平定风波。 奥布里的批评者承认他很有魅力，并且不遗余力地取悦表演者。1963年杰基·格里森将他的节目从纽约市搬到迈阿密海滩为了让他开心，奥布里让哥伦比亚广播公司购买格里森在纽约皮克斯基尔价值 350,000 美元的未来主义住宅； 《纽约时报》称其为“一个飞碟式小屋”。几年后，仍在网络上发售。 

### 新闻和体育
奥布里经常与CBS 新闻部门的领导发生争执，尤其是其负责人弗雷德·W·弗兰德利(Fred W. Friendly)，他和奥布里一样要求苛刻和控制欲强。弗兰德利觉得奥布里不关心公共事务；在他的回忆录《由于我们无法控制的情况》中，弗兰德利讲述了在一次预算会议中，奥布里详细讨论了播放新闻的高成本，可以用娱乐节目作为平价代替。 然而，佩利却支持新闻放送并保护弗兰德利的部门免受奥布里提议的预算削减影响。 1962 年，奥布里下令减少特别节目、娱乐节目和新闻，因为他觉得节目表的中断会扰乱观众的日常收视，将他们送去了竞争对手的节目，从而疏远了观众。弗兰德利对这一举动表示不满。 
1962 年秋天，《CBS报道》，一档周三的新闻纪录片节目被媒体指责为导致《比佛利山人》的收视率急剧下降的原因，这部喜剧在前两季中排名一直名列前茅，但在《CBS报道》成为了第三季的主角时，收视率却下降到18位。《比佛利山人》在1964年提早半小时前，一直都是在 9:00 播出；哥伦比亚广播公司的回应是将《报告》移至星期一播出。 
1963 年 5 月 9 日，奥布里警告电视台的附属机构称，职业体育比赛的高昂版权成本可能会使他们失去电视转播权。尽管如此，在 1964 年 1 月，CBS 还是同意支付 2820 万美元，在两年内播出美国国家橄榄球联盟的比赛，每个赛季 17 场。 “我们知道这些比赛对观众、我们的附属电台和全国的广告商有多大意义，”奥布里告诉《纽约时报》 。 4 月，他同意以 3180 万美元的价格将这笔交易再延长一年。   1964 年春天， 《纽约时报》杂志宣布 CBS“连续 10 年[...] 成为电视网络无可争议的冠军。”  《纽约时报》援引一位分析师的话说，哥伦比亚广播公司“几乎可以与通用汽车在汽车领域的表现或通用电气在电气设备方面的表现相媲美”。 

### 开除
1964 年 4 月 16 日，名人小报《Close-Up》报道说，奥布里从制片人那里拿回扣。 美国联邦通信委员会(FCC) 对此进行了调查，哥伦比亚广播公司了解到，尽管奥布里的年薪为 264,000 美元，但奥布里在曼哈顿中央公园南区的公寓却归影路电影公司（Filmways）的负责人马丁·兰索霍夫（Martin Ransohoff）所有，他同时也是CBS许多节目的制片人。奥布里名下有一辆车并由公司给配被了司机，但布拉希尔的黎塞留制片公司同时也为他提供另一辆配有司机的汽车。而CBS 对于公寓或汽车都一无所知；而公司还在为购买格里森旧居的钱款而发愁。 
1964 年底，奥布里向斯坦顿提出建议。奥布里声称他已经准备好了投资者并计划收购公司，他表示一旦收购成功，他们将解雇佩利，任命斯坦顿为董事长，并将奥布里提拔到斯坦顿的职位，即公司总裁。但这并没有发生，可是奥布里对佩利的蔑视是没有界限的，甚至在公开场合表现出对其的漠视。美国国税局对奥布里的税收留置权为 38,047.93 美元，这对佩利来说则是另一个刺激因素。 奥布里似乎失去了他的直觉； 在1964-65 一季的早期收视率表明新节目失败了。 佩利命令斯坦顿解雇奥布里，他在 1965 年 2 月 27 日这样做了，尽管解雇公告的宣读还是推迟到下周日下午。斯坦顿的声明中写道：“吉姆·奥布里在担任 CBS 电视网络负责人期间取得的杰出成就无需赘述。他非凡的记录不自明。” 奥布里在被解雇后没有做出任何解释，斯坦顿或佩利也没有给出明确的理由。  
《纽约时报》杂志写道： “奥布里最终还是退场了，他的专横、收视率下降和热闹的下班后生活都是促成这一结局的原因，在他被解雇的周末，这一切伴随着一场喧闹的迈阿密海滩派对结束[...]。”奥布里在佛罗里达州参加了杰基·格里森的 49 岁生日派对。 奥布里说：“我从不假装自己是圣人。但如果有人要控告我喜欢美女，那我有罪。”  1962 年离婚后，他得以“与朱迪·加兰、朱莉·纽玛、朗达·弗莱明等同伴以及其他天使面庞魔鬼身材的尤物，在纽约、好莱坞、迈阿密和欧洲过着高尚的生活。”他的派对和约会史成为几个城镇的讨论话题。 洛杉矶时报的保罗·罗森菲尔德描述了八卦专栏作家写关于奥布里的诱惑，但关于他的材料无法核实——“诱人，但大多无从考证”。 
奥布里的继任者是纽约市 WCBS-TV总经理约翰 A.施耐德，他没有网络电视经验。奥布里变得沮丧，斯坦顿担心他有自杀倾向。华尔街也因此受到影响，因为哥伦比亚广播公司的股票在一周之内下跌了 9 个点。 股票暴跌“使我的电视台净值跌至仅仅 2000 万美元，”奥布里说。而他继续担任者 CBS 的雇员，直到 4 月 20 日。 

在他被解雇后，《纽约时报》的电视评论家杰克·古尔德，认为：
[奥布里] 象征着一个电视时代，这个时代已经并且过多地植根于对今年要比去年赚更多钱的算计和麻木不仁的关注[。 . . ] 吸引年轻人但不赶走老年人的自动化情景喜剧是他理念的支柱，而他们也确实得到了回报。 

## 离开哥伦比亚广播公司后：1966–1968
奥布里身负价值 250 万美元的网络股票离开哥伦比亚广播公司后，搬到了日落大道并成立了一家制片公司——奥布里公司。1967 年，奥布里的律师雷森·鲍泽(Gregson E. Bautzer)试图为另一位客户收购 美国广播公司(ABC)，这位客户就是来自拉斯维加斯的百万富翁霍华德休斯(Howard Hughes)。收购完成后，奥布里得到聘用，接管美国广播公司。但为人低调的休斯拒绝亲自出席由美国通信联邦委员会(FCC)举办的听证会，因此听证会不得不否决了此项收购案，交易由此付诸东流。 
奥布里超凡的声誉、英俊的外表和无尽的风流韵事，及他戏剧性地离开哥伦比亚广播公司的经历，为三部小说提供了灵感。他曾经的朋友基夫·布拉塞尔（Keefe Brasselle）撰写了一部作品《食人族：一部关于电视野蛮酋长的小说》 （1968 年）。在该小说的标题中，大写字母的运用让人难以理解。在诺拉·埃弗伦(Nora Ephron)评论该标题为“没有可读性”。哈罗德·罗宾斯( Harold Robbins)于1969年出版了作品《继承人》，同年，和杰奎琳·苏珊恩(Jacqueline Susann)出版了《爱情机器》(The Love Machine )两部作品中都有以奥布里为原型的人物。  在苏珊恩的书中，奥布里的角色时网络主管罗宾·斯通(Robin Stone)。保罗·罗森菲尔德(Paul Rosenfield)透露，奥布里与苏珊恩“暗中合作”，并将苏珊恩的经历“搬至电视屏幕上”。尽管苏珊恩的丈夫欧文·曼斯菲尔德(Irving Mansfield)在全职打理妻子的事业之前，自己也是一名忙碌的电视制片人。苏珊恩谈论起奥布里时，说道，自己的邻居奥布里，“生来就是那种负责电视制片工作的人，天生就是小说人物的原型。” 
1967 年 6 月，奥布里签署了一份为期两年的合同，为哥伦比亚影业出品电影。尽管有传言称他是娱乐圈多个职业的候选人，但奥布里告诉《纽约时报》的文森特·坎比(Vincent Canby)，他“再也不想涉足娱乐圈的公司了”， ，用坎比的话说，奥布里曾一直“涉足多家企业，包括、房地产、养殖珍珠等。”  1965 年，奥拉汗(Oulahan)和兰伯特(Lambert)写道，他“投资领域十分广泛，从铜矿开采到连锁华夫饼连锁店均有涉足”。 “他为哥伦比亚广播公司制作的第一个项目，是改编帕特里夏·海史密斯(Patricia Highsmith)的作品，远走高飞的人。 奥布里告诉坎比：  “我的出品标准是看该作品是否有利可图。”

## 米高梅总裁：1969–1973
1969 年，一名来自拉斯维加斯商人科克·科克里安(Kirk Kerkorian)接管了米高梅 (MGM) 时，奥布里的事业重新迎来转机。科克推翻了当年早些时候控制米高梅的的加拿大酒业巨头埃德加·布朗夫曼(Edgar M. Bronfman)。 奥布里的律师格雷森·鲍泽同时也是科克的代理人，因此鲍泽向科克举荐奥布里  在制片人赫伯·贾菲(Herb Jaffe)和麦克·弗兰科维奇(Mike Frankovich)都拒绝了该职位后，奥布里成为了科克的第三人选。同时制片人雷·斯塔克(Ray Stark)也是该职位的候选人之一。前总裁路易斯·F·波尔克(Louis F. Polk Jr.)从1月14日起就担任米高梅总裁，在遭解雇后，1969年10月21日，米高梅总裁有奥布里出任，他接任了波尔克的工作。奥布里时1969年米高梅电影公司的第三任总裁。 波尔克告诉《纽约时报》 ，“没有人愿意留下未完成的工作”，还说自己已经着手进行米高梅急需的改革。到1969年8月31日财年为止，米高梅已经损失了3500万美元。 
奥布里的薪水是每周400美元，但他并未同米高梅签署工作合同。 1986 年，他说“我希望科克能对我说，‘走人吧，吉姆’，如果我没有签署合同，就没有工作的义务。” 正如20世界60年代的大多数电影公司一样，当时的米高梅正在生死存亡的边缘苦苦挣扎，科克里安信心满满地说，他新聘的总裁将使公司恢复昔日的辉煌。 事实上，奥布里很大程度上整顿了公司。此前，科克里安通过建造米高梅大酒店将其转变为以酒店业为导向的公司。奥布里说： “我们一直在使用老旧的方法”。后来，在1986年，他说，整个公司“完全处于混乱的状态。只有掀起地毯，你才能看到地毯下到底有多混乱。公司珍视的声誉已是千疮百孔。” 
在奥布里就职的几天内，他取消了 12 部电影以削减成本， 其中包括即将开始采用“主体拍摄”的弗雷德·辛内曼(Fred Zinnemann)的《男人的命运》 。 奥布里于1970年4月29日宣布将总部从纽约市迁至卡尔弗市以更靠近生产设施 ，这期间他解雇了3500名员工。 他下令出售米高梅历史悠久的服装和道具收藏，例如《绿野仙踪》中朱迪·加兰(Judy Garland)穿的红宝石鞋、 费雯·丽(Vivien Leigh)在《乱世佳人》中的礼服，以及斯宾塞·特蕾西(Spencer Tracy)在《继承风云》中穿的西装。这套衣服最终被查尔斯曼森(Charles Mason)的一名辩护律师买下，他经常穿着这套西装出庭。 大部分卡尔弗城外景及其在科内霍谷的2000英亩（相当于8平方公里）的牧场被出售给房地产开发商；这些行为在波尔克任职期间就已有计划。 奥布里因处置公司档案和停止制作而受到批评。他在 1986 年回忆说，“雄鹿必须停在某个地方，而它与我同在。怀旧情绪在这里很流行，所以我们因出售朱迪·加兰的红鞋而受到批评。对我们来说，它们没有价值，其本身也没有内在价值。” 
他的行为减轻了公司的财务压力。在他上任的头九个月里，他将米高梅的债务削减了2700万美元，占总债务的近四分之一。该公司在上一段时期亏损了1830万美元，而在这九个月内取得了54万美元的利润。 

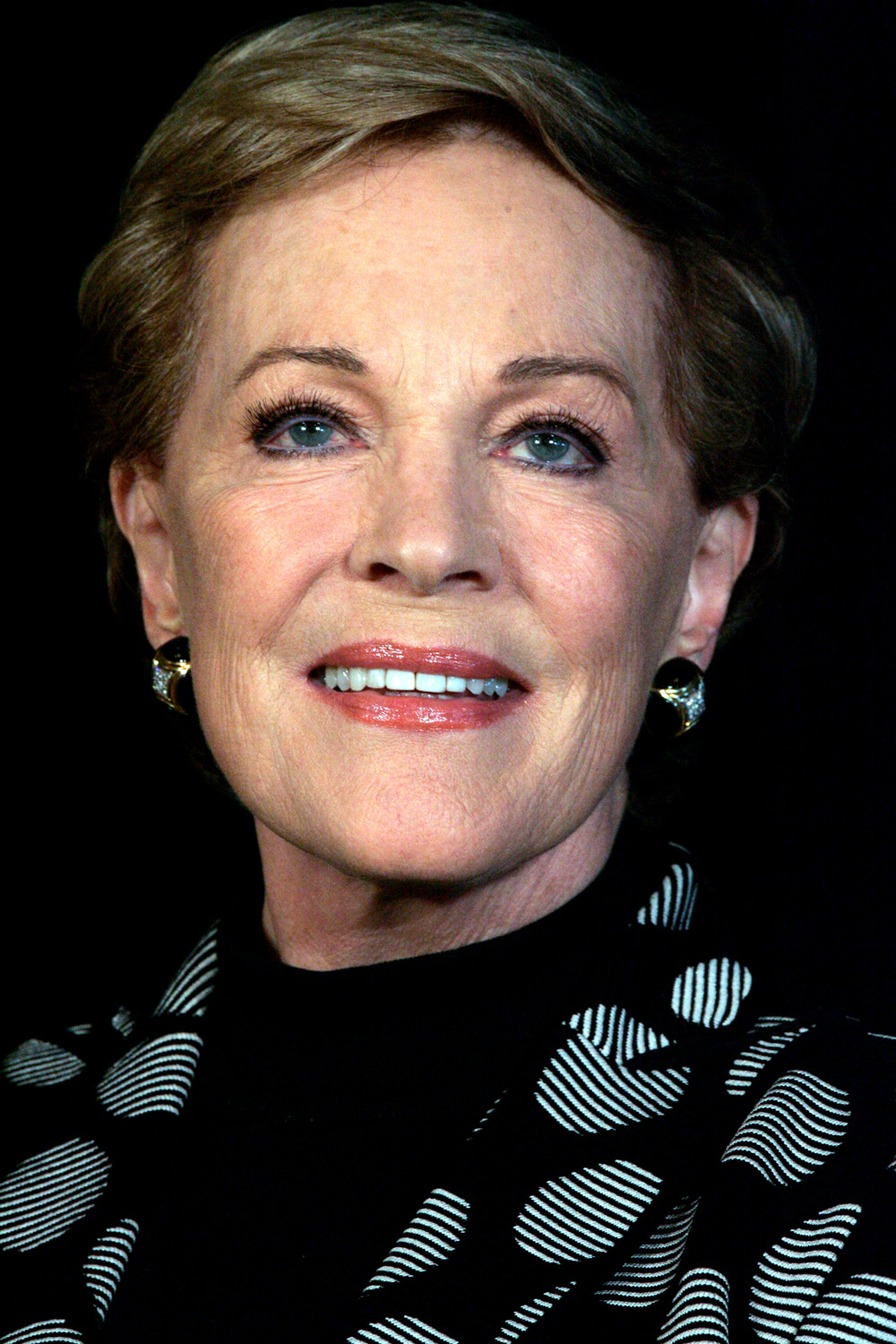
奥布里取消了朱莉安德鲁斯的两部电影拍摄计划。

### 提效
公司损失巨大，因为波尔克将他在任期间拍摄的许多电影的花费作为总亏损一笔勾销；截止到196年8月31日财年，该公司亏损3540万美元。1969年12月，奥布里告诉《纽约时报》：“基本上，我们目前真正关注的是去切实简化这项操作，当你损失我们一样多的钱时，没有什么别的可做”奥布里还说：“我们已经决定，我们不会继续在 40 英亩的站立式布景的基础上进行电影拍摄。作为当今电影主要观众群体的年轻人将其称为塑料世界，这在今天的业务中几乎是一种警醒。”  
奥布里宣布了快速制作每部成本不超过 200 万美元的电影的计划， 但其中许多都遭到了评论家和观众的轰炸。  然而，其中一项取得了成功，那就是理查德·朗德特里(Richard Roundtree)的电影《轴》 ，该片耗资 100 万美元，票房收入约为 1200 万美元。 经纪人苏·门格斯(Sue Mengers)说他是一个非常强硬的交易撮合者;她曾说： “我宁愿和他上床，也不愿和他谈判。” 早些时候，奥布里取消了两部朱莉·安德鲁斯的电影计划：《她爱我》和《用音乐说出来》，理由是音乐剧的风潮已经结束。 1970 年，因超出预算，他还试图放弃拍摄大卫·莱恩(David Lean)的《瑞恩的女儿》或者叫精简其规模，但未能成功。
在 1970 财年上半年，尽管大面积放弃各类电影，该公司仍获得了 650 万美元的利润。该公司已将其运营亏损从 650 万美元大幅削减至 160 万美元。奥布里在 1970 年 4 月告诉媒体，如果没有这四部电影，公司本来可以赚钱的。它们分别是：赫伯特·罗斯(Herbert Ross)改编自詹姆斯·希尔顿(James Hilton)的小说《再见》，由彼得·奥图尔(Peter O'Toole)和佩图拉·克拉克(Petula Clark)主演的奇普斯先生；米开朗基罗·安东尼奥尼(Michelangelo Antonioni）的《扎布里斯基角》 ，保琳·凯尔（Pauline Kael）称该电影为“巨大的、人造的、摇摇欲坠的电影废墟”； 由罗伯特·瑞安(Robert Ryan)和查克·康纳斯合作(Chuck Connors)主演的冒险电影《尼莫船长和水下城市》，以及西德尼·卢梅特（Sidney Lumett)与奥马尔·谢里夫(Omar Sharif)、阿努克·艾梅(Anouk Aimée)和洛特·莱尼亚(Lotte Lenya)的约会。这四张电影的制作成本接近 2000 万美元，但未能实现收支平衡。 同月，文森特·坎比在《纽约时报》上写道，“电影观众反复无常的口味已经使大部分[工作室的电影]库存过时了。” 
到本财年末，该公司取得了 150 万美元的利润，对于一年前亏损 3500 万美元的公司来说，这是一个了不起的转变。  1971 年 1 月，奥布里宣布：“我们很高兴公司已经扭亏为盈。通过管理层的政策，包括全面重组、实质性经济、整合运营以及近期电影的更好表现，我们已经基本能够实现盈利。” 同月，在20世纪影业解雇了两名高管理查德·D·扎纳克(Richard D. Zanuck)和大卫·布朗(David Brown)几天之后。 奥布里宣布该公司正在与20 世纪影业进行合并谈判。两周后，他宣布谈判结束。然而，福克斯董事长兼首席执行官达里尔·F·扎努克(Darryl F. Zanuck)公开否认有任何谈判。他对媒体说：“过去和现在，我们两家公司都没有、也不会进行任何关于合并的讨论。”  

### 现实做法
奥布里亲自参与米高梅的工作，亲自对电影进行剪辑。 《纽约时报》杂志写道：“奥布里对米高梅电影每一个创意细节的投入远远超过了他对哥伦比亚广播公司剧本的投入。” 在对罗伯特·米彻姆(Robert Mitchum)主演的电影《回家》进行剪辑后，导演赫伯特·B·伦纳德(Herbert B. Leonard)公开进行抗议。1971 年，他在接受《时代》杂志采访时说：“他单方面、武断地破坏了这部电影。”，导演布莱克·爱德华兹(Blake Edwards)对奥布里私自改动威廉·霍尔登( William Holden) 主演的电影《戎马闯天关》感到愤怒，他对《纽约时报》杂志说：“剪辑？他还不如大一的电影专业学生。他把电影的核心部分直接剪掉了。”电视制片人布鲁斯·盖勒（Bruce Geller）是《碟中谍》系列的创作者，由于奥布里的剪辑，他的第一部电影《科基》的演职人员名单甚至没有包含布鲁斯·盖勒的名字。 电影《钱德勒》的制人迈克尔·S·劳克林(Michael S. Laughlin)及导演保罗·马格伍德(Paul Magwood)在行业报纸上刊登了一整版的广告，宣称：
我们想要为我们的电影《钱德勒》正名。我们遗憾地承认，所有的剪辑、后期制作以及附加场景都是由詹姆斯·T·奥布里完成的。对此我们十分抱歉。  

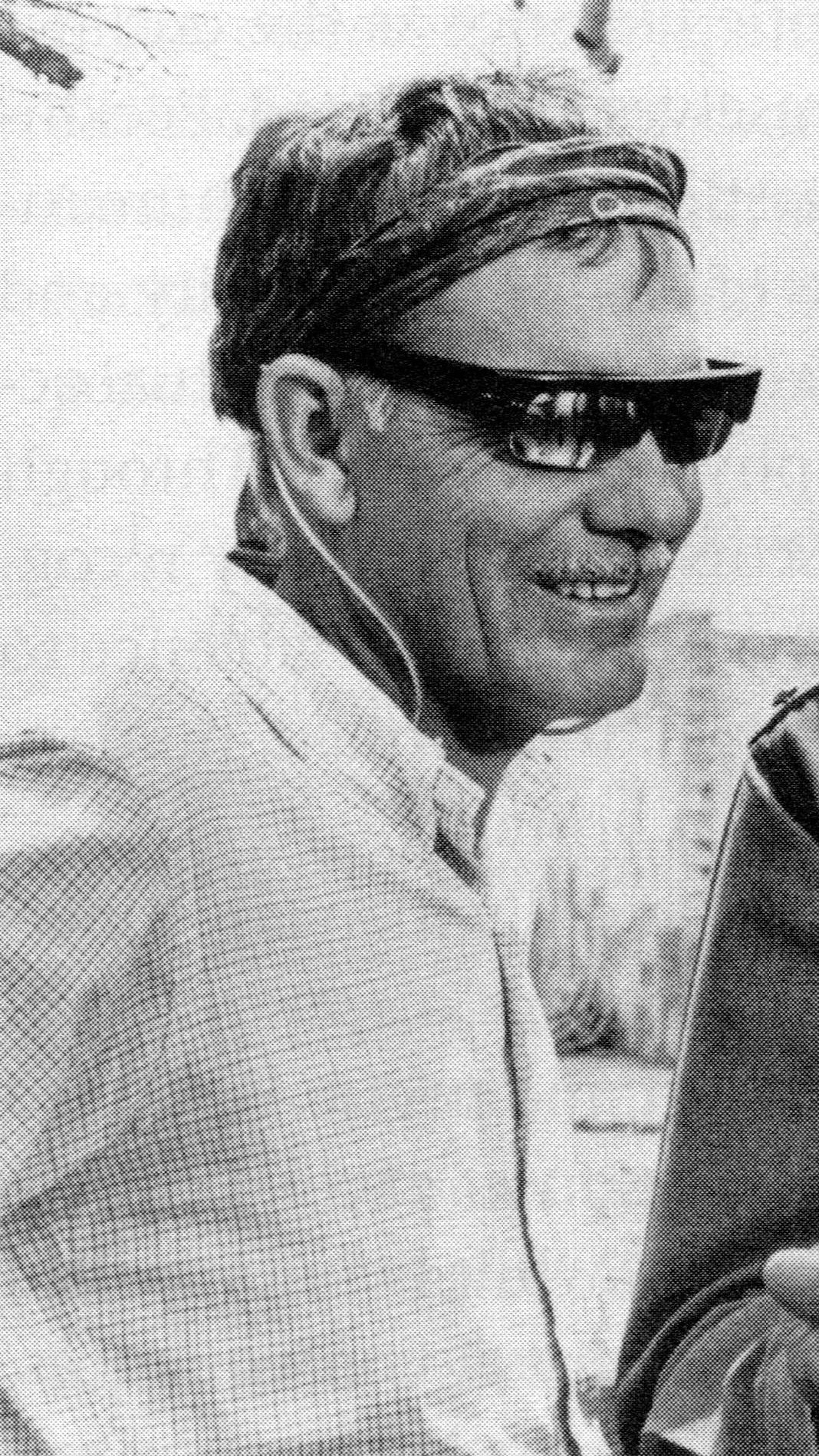
奥布里与导演萨姆·佩金帕(Sam Peckinpah)发生冲突。

劳克林在接受《时代》杂志采访时说：“你就是无法与奥布里打交道。他知道，诉讼费用很高，而且由于法律程序上的拖延，在你的案子上法庭之前，这部电影早就不见了。” " 奥布里还曾与萨姆·佩金帕有过一次臭名昭著的争吵，后者于 1973 年开始了西部片《比利小子》的拍摄。奥布里在制作初期就削减了佩金帕的预算，不允许他重新拍摄关键镜头，将上映日期推迟到阵亡将士纪念日，并删减了近 20 分钟的影片。剪辑师罗杰·斯波提斯(Roger Spottiswoode)说：“奥布里无缘无故下令剪掉一些场景，只是因为他知道萨姆不想剪掉它们。” 影评人约翰·西蒙（John Simon）写道，奥布里“应该成为电影编辑工会的荣誉成员，或者更确切地说，是不光彩的成员”。 
米高梅曾与美国电影协会(MPAA) 及其在 1968 年制定的电影评级系统存在分歧。奥布里说，米高梅于 1971 年因评级问题和“高昂的会费”问题而退出美国电影协会。  1971年10月，米高梅宣布将在拉斯维加斯建造世界上最大的酒店——米高梅大酒店，并准备涉足游轮业务。 次月，该公司公布 1971 财年利润为 1630 万美元，相比1970财年的160万美元，当年利润大幅增长，为25年来的最高水平。 
在米高梅工作四年后，奥布里宣布辞职，并宣称：“我愿意做的工作已经完成了。”  1973 年 10 月 31 日，科克里安接任了他的工作。《时代》杂志宣称，“在奥布里的领导下，米高梅制作了大量利润高、预算中等的垃圾片，比如《劫机》和《狼蛛的黑腹》；导演们经常指责他爱管闲事，他也疏远了其中的许多人”， 但“作为一个金融类导演，奥布里应该获得奥斯卡奖。” 

## 最后生涯：1974-1994
20世纪70年代中期，奥布里和雪莉兰辛(Sherry Lansing)在穿越威尔希尔大道时被汽车撞倒。两人均受伤；兰辛拄着拐杖生活了一年半，奥布里一直照顾她，直到她恢复健康。兰辛在 2004 年接受《综艺》杂志采访时说： “他每天都来。他说，‘你不会瘸的’。我自己的父母甚至都不能给我更多的支持。”

奥布里离开米高梅后成为独立制片人，制作了 10 部令人难忘的电影。他最大的成功是在 1979 年出品了由简·西摩(Jane Seymour)主演的一部关于达拉斯牛仔拉拉队的影视片。 20世界80年代中期，他是英特马克(Entermark) 公司的董事长，该公司是一家制作低成本电影的制片公司，由几个富有的德克萨斯人运营，其中包括前州长约翰·康纳利(John Connally)  他说：“我们的理论是，在今天的附属权利下，一部成本为 300 万美元的电影可以获得真正的利润。我们不需要 4000 万美元的票房，也不需要在圣诞节上映，” 为了宣传这个有风险的项目，他在 1986 年罕见地接受了《洛杉矶时报》的采访。 保罗·罗森菲尔德发现他毫无悔意：
奥布里并不否认他做事鲁莽，拍摄风格可以让脆弱的演艺界自我瓦解。 “如果我是做轮胎生意的，”奥布里说，“即使客户不购买我的轮胎，我也不会伤心。我会想，‘那又怎样？’但在我这行，如果我不买剧本，那么编剧就会踢狗，打老婆。所以你要学会关注人际关系。但这并不意味着你对人撒谎。我一直是螺丝钉和螺丝钉，我知道哪个更好。做个混蛋更好，诚实地做到这一点非常困难，但我更喜欢别人这样会对待我。我现在不想要权力，也不想要权威，所以我想我的坦率伤害不了我。 
1986年，佩利被迫离职后，劳伦斯·蒂施（Laurence Tisch）收购了哥伦比亚广播公司。之后，八卦专栏作家利兹·史密斯(Liz Smith)报道了奥布里的这段经历，从而引发了有关奥布里将再次担任哥伦比亚广播公司首席执行官的传言。 20世纪80年代至90年代初，布兰登·塔提科夫(Brandon Tartikoff)致力于恢复美国全国广播公司（NBC）的声誉，此时，奥布里担任他的顾问的顾问。1994年，奥布里因心脏病发作去世。  

## 相关书目
- Bart, Peter.  Fade Out: The Scandalous Final Days of MGM. New York William Morrow, 1990. ISBN 0-688-08460-5.
- "James T. Aubrey." Current Biography. March 1972.
- Metz, Robert. CBS: Reflections in a Bloodshot Eye. Chicago: Playboy Press, 1975. ISBN 0-87223-407-X
- Slater, Robert. This ... Is CBS: A Chronicle of Sixty Years. Englewood Cliffs, N.J.: Prentice-Hall, 1988. ISBN 0-13-919234-4
- Smith, Sally Bedell. In All His Glory: The Life of William S. Paley, the Legendary Tycoon and His Brilliant Circle. New York: Simon and Schuster, 1990. ISBN 0-671-61735-4